# PRO 3×3 Tour
Udruga PRO 3×3 (eng. PRO 3×3 Association) osnovana je 26. kolovoza 2021. Glavni pokretači bili su aktivni košarkaški sudci s međunarodnom licencijom Ivan Paić i Tomislav Prpić koji su uz još nekolicinom košarkaša osnovali Udrugu.
Prvo izdanje Toura 2022. bilo je Otvoreno prvenstvo Hrvatske u košarci 3 na 3.
Turniri traju dva dana. Svaka stanica Toura ima po 12 momčadi u glavnom turniru. FIBA je postavila sustav rangiranja igrača i momčadi, sličan tenisu. Četiri mjesta popunjavaju se po FIBA-inu plasmanu (rankingu), četiri po plasmanu hrvatskih momčadi, dva po kvalifikacijama i dva su rezervirana za momčadi s pozivnicama.
2023. pokrenut je i juniorski Tour (U-19).

## Izdanja i finalisti turnira
Status
2022.-'24. FIBA Quest (pobjednik završnoga turnira ide na kvalifikacijski turnir Svjetskoga turnira (World Toura) te godine)
2022. Otvoreno prvenstvo Hrvatske u košarci 3x3
Kazalo
██ Pobjednici
██ Finalisti
██ Masters/Završnica/Finale
Napomena: 
Turniri su navedeni po slijedu održavanja.
U zagradama pored turnira je naveden ukupan broj ekipa koje su sudjelovale na turniru u konkurenciji i broj stranih ekipa - (ukupan broj;broj stranih, 0 ako niti jedna).

### Muškarci
(?? treba zamijeniti gradom)
* ekipe za koje su igrali kandidati za nacionalnu reprezentaciju u 3×3 košarci
(R) - nacionalna reprezentacija u 3x3 košarci neke države (nepotpuno)
| 2024. (svibanj–kolovoz) | Trogir (;)                                                       | Hvar (;)                                                                 | Umag (;)                                                     | Rebri (Lesišćina) (;)                                        | Zabok (;)                                                             | Vinkovci (;)                                                      | Donji Miholjac (;)                                          | Zagreb (;)                                                     | Nova Gradiška (;)                                            | Šibenik (;)                                                     |
| 2024. (svibanj–kolovoz) |                                                                  |                                                                          |                                                              |                                                              |                                                                       |                                                                   |                                                             |                                                                |                                                              |                                                                 |
| 2024. (svibanj–kolovoz) |                                                                  |                                                                          |                                                              |                                                              |                                                                       |                                                                   |                                                             |                                                                |                                                              |                                                                 |
| 2024. (svibanj–kolovoz) |                                                                  |                                                                          |                                                              |                                                              |                                                                       |                                                                   |                                                             |                                                                |                                                              |                                                                 |
| 2024. (svibanj–kolovoz) |                                                                  |                                                                          |                                                              |                                                              |                                                                       |                                                                   |                                                             |                                                                |                                                              |                                                                 |
| 2023. (svibanj–kolovoz) | Hvar (;)                                                         | Trogir (;)                                                               | Umag (;)                                                     | Vinkovci (;)                                                 | Osijek (;)                                                            | Zagreb (;)                                                        | Zabok (;)                                                   | Lipik (;)                                                      | Imotski (;)                                                  | Šibenik (;)                                                     |
| 2023. (svibanj–kolovoz) | Aluplastik Živinice                                              | Cro 1 *                                                                  | Cro 1 *                                                      | 3×3 Krupanj                                                  | Zagreb 3BL                                                            | Podgorica Kodio                                                   | The Old Cambio ?? (R)                                       | 3×3 Prnjavor                                                   | Sportko Imotski                                              | Aluplastik Živinice                                             |
| 2023. (svibanj–kolovoz) | Zlatko Golijanin, Ado Korkutović, Meris Mazalović, Denis Meštrić | Stipe Krstanović, Stanko Kujundžić, Dean Popović, Mario Rajčić           | Jure Gunjina, Željko Jović, Stipe Krstanović, Ivan Rašetina  | Marko Lončović, Milan Milošević, Filip Pejović, Nikola Tašić | Demian Balaško, Stanko Kujundžić, Dean Popović, Leon Tomić            | Filip Dragojević, Petar Ivanović, Miloš Jovanović, Marko Raičević | Jure Gunjina, Željko Jović, Stipe Krstanović, Ivan Rašetina | Dejan Lazić, Marko Slijepčević, Nemanja Stanković, Srđan Tešić | Željko Jović, Stanko Kujundžić, Mario Rajčić, Ivan Rašetina  | Zlatko Golijanin, Meris Mazalović, Denis Meštrić, Nemanja Žigon |
| 2023. (svibanj–kolovoz) | Sportko ??                                                       | Cro 2 *                                                                  | Cro 2 *                                                      | Aluplastik Živinice                                          | Partizan Beograd                                                      | 3×3 Pharma Classic Zagreb                                         | 3×3 Pharma Classic Zagreb                                   | Aluplastik Živinice                                            | 3×3 Pharma Classic Zagreb                                    | 3×3 Ljubljana Jug                                               |
| 2023. (svibanj–kolovoz) | ekipa                                                            |                                                                          |                                                              |                                                              |                                                                       |                                                                   |                                                             |                                                                |                                                              |                                                                 |
| 2022. (svibanj–rujan)   | Dubrovnik (;)                                                    | Šibenik (;)                                                              | Zadar (;)                                                    | Vukovar (;)                                                  | Vinkovci (;)                                                          | Osijek (;)                                                        | Umag (;)                                                    | Karlovac (;)                                                   | Zagreb (;)                                                   | Pula (;)                                                        |
| 2022. (svibanj–rujan)   | 3×3 Pharma Classic Zagreb                                        | 3×3 Prointer Inving Banja Luka                                           | Crne Guje ??                                                 | 3×3 Skradin Aurum Sky                                        | 3×3 Prointer Inving Banja Luka                                        | Aluplastik Živinice                                               | Savršen Korak ??                                            | 3×3 Skradin Aurum Sky                                          | 3×3 Krupanj                                                  | KK Borik Bjelovar ProTeam                                       |
| 2022. (svibanj–rujan)   | Luka Mionni, Dean Popović, Zvonimir Stunja, Borna Živković       | Aleksandar Ivetić, Stefan Milošević, Nikša Milunović, Aleksandar Radukić | Veljko Budimir, Jure Gunjina, Fran Jacović, Stipe Krstanović | Željko Jović, Stanko Kujundžić, Mario Rajčić, Ivan Rašetina  | Aleksandar Ivetić, Stefan Milošević, Nikša Milunović, Đorđe Topolović | Zlatko Golijanin, Ado Korkutović, Meris Mazalović, Denis Meštrić  | Mark Berlić, Blaž Črešnar, Jasmin Hercegovac, Luka Kureš    | Željko Jović, Stanko Kujundžić, Moritz Lanegger, Ivan Rašetina | Milan Milošević, Filip Pejović, Alen Vešković, Edin Vešković | Fran Jacović, Stipe Krstanović, Hrvoje Puljko, Ivan Svoboda     |
| 2022. (svibanj–rujan)   | Ultra auto Dubrovnik                                             | 3×3 Skradin Aurum Sky                                                    | Aluplastik Živinice                                          | Aluplastik Živinice                                          | Aluplastik Živinice                                                   | Hrvatska U23                                                      | Ljubljana Centar                                            | 3×3 Zagreb                                                     | 3×3 Pharma Classic Zagreb                                    | 3×3 Pharma Classic Zagreb                                       |
| 2022. (svibanj–rujan)   | ekipa                                                            |                                                                          |                                                              |                                                              |                                                                       |                                                                   |                                                             |                                                                |                                                              |                                                                 |

#### Masters
Napomena: Sastav ekipe koji je nastupio na Mastersu nije nužno identičan sastavu koji je izborio nastup.
| Izdanje | Mjesto održavanja | Broj ekipa | Pobjednici                                                      | Rez. | Finalisti                 | Polufinalisti | MVP | Najbolji strijelac | Abecedni popis preostalih ekipa |
| ------- | ----------------- | ---------- | --------------------------------------------------------------- | ---- | ------------------------- | ------------- | --- | ------------------ | ------------------------------- |
| 2024.   |                   | ;          |                                                                 | –    |                           |               | ()  | ()                 |                                 |
| 2024.   |                   | ;          |                                                                 | –    |                           |               | ()  | ()                 |                                 |
| 2023.   | Šibenik           | ;          | Aluplastik Živinice                                             | –    | 3×3 Ljubljana Jug         |               | ()  | ()                 |                                 |
| 2023.   | Šibenik           | ;          | Zlatko Golijanin, Meris Mazalović, Denis Meštrić, Nemanja Žigon | –    |                           |               | ()  | ()                 |                                 |
| 2022.   | Pula              | ;          | KK Borik Bjelovar ProTeam                                       | –    | 3×3 Pharma Classic Zagreb |               | ()  | ()                 |                                 |
| 2022.   | Pula              | ;          | Fran Jacović, Stipe Krstanović, Hrvoje Puljko, Ivan Svoboda     | –    |                           |               | ()  | ()                 |                                 |

### Žene
Od sezone 2024. organizatori PRO 3×3 Toura otvorili su mogućnost prijava i ženskih ekipa za turnirsko natjecanje.
| 2024. (svibanj–kolovoz) | Trogir (0)               | Hvar (0)                 | Umag (0)                 | Rebri (Lesišćina) (;) | Zabok (;) | Vinkovci (;) | Donji Miholjac (;) | Zagreb (;) | Nova Gradiška (;) | Šibenik (;) |
| 2024. (svibanj–kolovoz) | Nije bilo ženskih ekipa. | Nije bilo ženskih ekipa. | Nije bilo ženskih ekipa. | Melem                 |           |              |                    |            |                   |             |
| 2024. (svibanj–kolovoz) | Nije bilo ženskih ekipa. | Nije bilo ženskih ekipa. | Nije bilo ženskih ekipa. |                       |           |              |                    |            |                   |             |
| 2024. (svibanj–kolovoz) | Nije bilo ženskih ekipa. | Nije bilo ženskih ekipa. | Nije bilo ženskih ekipa. | Campas Zoneplus       |           |              |                    |            |                   |             |
| 2024. (svibanj–kolovoz) | Nije bilo ženskih ekipa. | Nije bilo ženskih ekipa. | Nije bilo ženskih ekipa. |                       |           |              |                    |            |                   |             |

## Vanjske poveznice
- pro3x3.hr
- FIBA 3x3
- playFIBA 3×3